# Николас Крушеник
Николас Крушеник (англ. Nicholas Krushenic; 31 мая 1929, Нью-Йорк, США — 5 февраля 1999, там же) — американский художник-абстракционист, коллажист, дизайнер, гравёр, педагог, чей художественный стиль соединил поп-арт, оп-арт, минимализм и живопись цветового поля.
Образование получил в Лиге студентов-художников Нью-Йорка (1948—1950). Учился также у Ханса Хофмана (1950—1951). В конце 1950-х годов вместе со своим братом Джоном Крушеником открыл кооператив художников в галерее брата в Ист-Виллидж на Манхэттене.
Впервые разработал свой фирменный стиль «поп-абстракция» в начале 1960-х годов. Свободная геометрия и паутинные формы его ранних картин демонстрируют преднамеренную карикатуру на абстрактных экспрессионистов. Яркий цвет, формальная строгость и явная графическая интенсивность его картин отличали художника от современников. В результате, спустя десятилетия после своего создания, работы Крушеника по-прежнему выглядят удивительно свежими.
В 1957 году начал выставлять свои работы в Нью-Йорке. Его работы являются частью крупных постоянных коллекций в Нью-Йорке и других музеях США.
В 1963 году участвовал в ежегодной выставке в Музее американского искусства Уитни, тогда же — в Музее современного искусства в Нью-Йорке. В 1968 году был представлен шестью работами на выставке в Касселе.
Работы Крушеника представлены в коллекциях более чем шестидесяти крупных музеев, в том числе: Художественной галереи Олбрайт-Нокс; Балтиморский художественный музей; Кливлендский художественный музей; Далласский музей изящных искусств; в коллекции произведений искусства в Эмпайр-стейт-билдинг; Художественный музей округа Лос-Анджелес; Метрополитен-музей; Музей современного искусства Сан-Франциско; Смитсоновский музей американского искусства (Вашингтон, округ Колумбия); Музей изящных искусств Вирджинии; Центр искусств Уокера и др.
В 1969 году отказался от своей абстрактной экспрессионистской мягкой кисти и использовал технику более смелых цветов и линий, сохраняя при этом абстрактные формы. Этот стиль выделяет его как одного из оригинальных практиков поп-арта. В последние годы жизни с 1977 по 1991 год преподавал в Мэрилендском университете в Колледж-Парке.